# Луна 1968А
Луна 1968А (също Луна Е-6ЛС № 112) е вторият съветски опит за изстрелване на сонда към Луната, която да се превърне в изкуствен спътник за тестване на навигационни системи за пилотиран полет до Луната от орбита. Поради проблем с ракетата-носител сондата не излиза в орбита.

## Полет
Стартът е даден на 7 февруари 1968 г. от космодрума Байконур в Казахска ССР с ракета-носител „Молния“. По време на работата на третата степен един от клапаните за гориво остава затворен, вследствие на което единият от газгенераторите започва да консумира гориво много повече от нормалното. Така около 524 секунди след старта горивото свършва и двигателят спира да работи. Това не позволява на ракетата да се издигне на достатъчна височина и да излезе в орбита. Малко по-късно ракетата заедно с апарата се разбива на Земята.